# نيكيتا أندرييف
نيكيتا أندرييف هو لاعب كرة قدم روسي في مركز الهجوم، ولد في 23 مارس 1997 في فلاديمير في روسيا. لعب مع شينيك ياروسلافل.